# David Macaulay
David Macaulay (Burton upon Trent, 2 dicembre 1946) è un illustratore e scrittore britannico naturalizzato statunitense.
Le sue opere includono La cattedrale (1973), Come funzionano le cose (1988) e The New Way Things Work (1998). Le sue illustrazioni sono state inserite in libri di saggistica che combinano testi e illustrazioni che spiegano l'architettura, il design e l'ingegneria, e ha scritto numerosi libri di narrativa per ragazzi. Macaulay ha ricevuto nel 2006 il premio MacArthur Fellows Program e nel 1991 la Medaglia Caldecott per Black and White (1990).

## Biografia
David Macaulay è nato a Burton upon Trent e cresciuto nel Lancashire in Inghilterra. All'età di undici anni, Macaulay emigrò con la sua famiglia a Bloomfield nel New Jersey. Ha avuto un precoce fascino per il modo in cui le macchine funzionavano. Realizza modelli di macchine e inizia a disegnarne le illustrazioni. Dopo essersi diplomato alla scuola superiore di Cumberland nel Rhode Island, nel 1964, si iscrive alla Rhode Island School of Design (RISD) dove si laurea in architettura. Dopo la laurea ha deciso di non intraprendere una carriera in architettura. Ha trascorso il suo quinto anno al RISD nell'European Honors Program, studiando a Roma. In seguito ha iniziato a lavorare come interior designer, insegnante di scuola media e insegnante alla RISD prima di iniziare a creare libri.
Attualmente vive a Norwich nel Vermont.

## Letteratura
Macaulay è autore di diversi libri di architettura e design. Il suo primo libro, La cattedrale (1973), è una storia, ampiamente illustrata con disegni colorati con penna a sfera, della costruzione di una cattedrale gotica fittizia ma rappresentativa. Seguì una serie di libri dello stesso tipo: La città romana (1974), sulla costruzione di Verbonia, città fittizia ma tipica dell'antica Roma; La piramide (1975), una raccolta di diagrammi e schizzi che illustrano il processo di costruzione dei monumenti piramidali ai faraoni egiziani; Il castello (1977), sulla costruzione del castello di Aberwyvern, un castello fittizio ma tipico castello medievale; Dal mulino alla fabbrica (1983), sull'evoluzione dei mulini del New England; e La moschea (2003), che illustra la progettazione e la costruzione di un masjid in stile ottomano. Gli attacchi dell'11 settembre hanno spinto Macaulay a creare La moschea per mostrare come le tradizioni delle grandi religioni hanno più cose in comune di quanto le dividano. La cattedrale, La città romana, La piramide e Il castello sono stati successivamente adattati in documentari prodotti dalla Unicorn Productions, che sono stati trasmessi sporadicamente su PBS dal 1983 al 1994. Altri libri di questa serie sono La città moderna: il sottosuolo (1976), che descrive le fondamenta e le strutture di sostegno (come le condutture idriche e fognarie) che stanno alla base di un tipico incrocio cittadino, e Il grattacielo (1980), che descrive l'ipotetico smantellamento dell'Empire State Building in preparazione della ricostruzione in Medio Oriente.
Macaulay è probabilmente meglio conosciuto per il popolare libro per bambini Come funzionano le cose (1988, testo di Neil Ardley). Questo libro è stato ampliato e ripubblicato come The New Way Things Work (1998) e The Way Things Work Now (2016). Come funzionano le cose è la sua serie di maggior successo commerciale ed è servita come base per un programma televisivo educativo di breve durata.
I suoi libri mostrano spesso un umorismo stravagante. Le illustrazioni in Come funzionano le cose raffigurano persone delle caverne e mammut lanosi che operano su versioni gigantesche dei dispositivi che sta spiegando. Motel of the Mysteries, scritto nel 1979 dopo la mostra del 1976-1979 delle reliquie di Tutankhamon negli Stati Uniti d'America, riguarda la scoperta da parte dei futuri archeologi di un motel americano e la loro ingegnosa interpretazione dell'edificio e dei suoi contenuti come complesso funerario e tempio. Baaa è ambientato dopo che la razza umana si è in qualche modo estinta. Le pecore scoprono manufatti della civiltà umana perduta e tentano di ricostruirla. Tuttavia, il nuovo mondo abitato da pecore sviluppa gli stessi effetti collaterali della disparità economica, della criminalità e della guerra. Macaulay considera l'occultamento della meccanica interna della tecnologia come un problema crescente per la società, e mira a combattere questa tendenza con il suo lavoro.
Per ricercare il suo libro The Way We Work, Macaulay ha trascorso anni a parlare e studiare con medici e ricercatori, assistendo a procedure mediche e abbozzando e disegnando laboriosamente. Ha lavorato con medici professionisti come Lois Smith, professore alla Harvard University e ricercatore al Children's Hospital di Boston, e lo scrittore medico Richard Walker per garantire l'accuratezza delle sue parole e delle sue illustrazioni. Anne Gilroy, anatomista clinica nei dipartimenti di chirurgia e biologia cellulare della University of Massachusetts Medical School, si è consultata sul libro. Ha detto di Macaulay, "La sua notevole curiosità e la sua ricerca meticolosa lo ha portato in alcune delle sfaccettature più complicate del corpo umano eppure lui racconta questa storia con semplicità, ingegno e umorismo".

## Altri lavori
Un murale progettato da Macaulay è stato dipinto su una parete adiacente alla Route 95 a Providence nel Rhode Island. Esso raffigurava statue di cittadini famosi del Rhode Island come Moses Brown e il generale Ambrose Burnside con un cane energico che aveva abbattuto una statua mentre inseguiva un piccione. Era in mostra dal 2013 ma è stato dipinto nel 2017 perché il Rhode Island Department of Transportation non poteva più ripararlo dopo la costante imbrattatura da graffiti.
Ha collaborato con il Center for Integrated Quantum Materials della Harvard University e il Museum of Science di Boston per creare illustrazioni per materiali quantistici. Queste illustrazioni aiutano a spiegare le informazioni visive ai ricercatori e ad un pubblico più ampio, stabilendo e utilizzando uno stile visivo coerente.

## Premi
David Macaulay ha ricevuto diversi premi, essi includono: il premio MacArthur Fellows Program (2006); la Medaglia Caldecott, vinta per il suo libro Black and White; il Boston Globe–Horn Book Award; il Christopher Award, una medaglia dell'American Institute of Architects; il Washington Children's Book Guild Nonfiction Award; il Deutscher Jugendliteraturpreis; il Dutch Silver Slate Pencil Award; e il Bradford Washburn Award, assegnato dal Museum of Science di Boston a collaboratori esemplari della scienza. È stato candidato statunitense per il biennale Premio Hans Christian Andersen nel 1984 e nel 2002. Macaulay ha ricevuto l'onore di tenere la May Hill Arbuthnot Honor Lecture nel 2008 dall'American Library Association.

## Opere
- La cattedrale (titolo originale: Cathedral: The Story of its Construction) (1973); vincitore del Deutscher Jugendliteraturpreis nel 1975 per la saggistica per ragazzi; uno dei dieci migliori libri illustrati secondo una classifica del The New York Times del 1973; Caldecott Honor Book (1974); titolo "Childrens Book Showcase" (1974).[26]
- La città romana (titolo originale: City: A Story of Roman Planning and Construction) (1974)
- La piramide (titolo originale: Pyramid) (1975); vincitore nel 1976 del Boston Globe–Horn Book Award,[27] Christopher Award e Libro eccezionale dell'anno dal The New York Times nel 1975[26]
- La città moderna: il sottosuolo (titolo originale: Underground) (1976); Libro eccezionale dell'anno dal The New York Times nel 1976[26]
- Il castello (titolo originale: Castle) (1977); vincitore nel 1978 della Medaglia Caldecott e del Boston Globe–Horn Book Award[27]
- Great Moments in Architecture (1978)
- Motel of The Mysteries (1979)
- Il grattacielo (titolo originale: Unbuilding) (1980)
- Help! Let Me Out! (1982, David Lord Porter (autore), David MacAulay (illustratore)
- Dal mulino alla fabbrica (titolo originale: Mill) (1983)
- Baaa (1985)
- Why the Chicken Crossed the Road (1987)
- Come funzionano le cose (titolo originale: The Way Things Work) (1988, testo di David Macaulay e Neil Ardley); vincitore del Boston Globe–Horn Book Award 1989[27]
- Black and White (1990); vincitore della Medaglia Caldecott (1991)[23]
- Ship (1994)
- Shortcut (1995)
- Rome Antics (1997)
- The New Way Things Work (1998)
- Pinball Science (1998) (videogioco su CD-ROM)
- Building the Book Cathedral (1999)
- Building Big (2000)
- Angelo (2002)
- La moschea (titolo originale:Mosque) (2003)
- The Way We Work (7 ottobre 2008); vincitore del Boston Globe–Horn Book Award 1989 e lodato dall'Association for Library Service to Children (ALSC) come libro degno di nota, 1989[27]
- Built to Last (2010)
- Jet Plane: How It Works (2012)
- Toilet: How It Works (10 settembre 2013)
- Eye: How It Works (2013)
- How Machine Works: Zoo Break! (2015)
- Crossing on time: steam engines, fast ships, and a journey to the new world (7 maggio 2019)

## Esposizioni di opera d’arte
- David Macaulay: The Art of Drawing Architecture. Al National Building Museum (giugno 2007 / maggio 2008).[28][29]
- Building Books: The Art of David Macaulay. Al Currier Museum of Art (2009).[30]